# Minowa
Minowa (japanska: 箕輪町?, Minowa-machi) är en landskommun (köping) i Nagano prefektur i Japan.  